# Anna Hyatt Huntington
Anna Vaughn Hyatt Huntington (Cambridge (Massachusetts), 10 mars 1876 – 4 octobre 1973) est une sculptrice américaine. Une majeure partie de son œuvre est constituée de statues équestres

## Biographie
Fille d'Alpheus Hyatt, professeur de paleontologie et de  zoologie à l'université Harvard et au MIT, Anna Hyatt Huntington fut très jeune sensibilisée à l'anatomie animale. Tout d'abord, elle fut l'élève d'Henry Hudson Kitson à Boston, qu'elle quitta quand elle remarqua sa mauvaise approche de l'anatomie équine. Ensuite, elle étudia avec Hermon Atkins MacNeil et Gutzon Borglum, professeurs à l'Art Students League of New York. Durant tout ce temps, elle perfectionna sa connaissance des formes animales en fréquentant de nombreux zoos et cirques.
Elle expose ses premiers travaux en 1903 à New York à la Society of American Artists, notamment sa sculpture de deux chevaux intitulée Midi d'hiver. Elle voyage en France et en Italie. Elle obtient les Palmes académiques et est faite chevalier de la Légion d'honneur pour son groupe équestre de Jeanne d'Arc dont une copie, offerte à la France par le mécène John Sanford Saltus, est installée à Blois en 1921.
En 1923, elle épouse le philanthrope Archer Huntington et en 1931 celui-ci achète un terrain de 10 000 acres et construit le Brookgreen Garden près de Charleston (Caroline du Sud), une résidence et un atelier pour son épouse. Là, elle accueille de nombreux artistes célèbres, leur offrant un emplacement et les outils nécessaires pour qu'ils puissent travailler. Anna Hyatt Huntington était une des artistes américaines les plus prolifiques du XXe siècle, produisant des centaines de modèles qui ont été coulés dans le bronze et certains même en aluminium. Son atelier à Brookgreen Gardens est ouvert au public et abrite non seulement des exemples de ses œuvres, mais les œuvres de nombreux artistes les plus célèbres de son époque.
Ses archives sont conservées à l'université de Syracuse (État de New York) et aux Archives of American Art.

## Distinctions
- Officier de l'Instruction publique (1915)
- Chevalière de la Légion d'honneur

## Œuvres

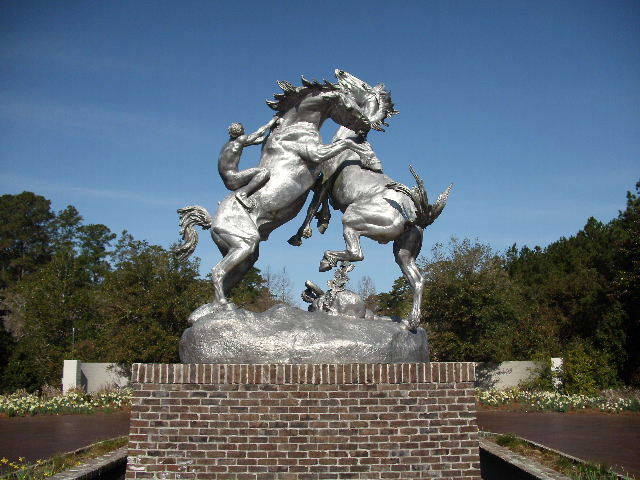
Fighting Stallions, 1950, aluminium, entrée du Brookgreen Gardens, Murrells Inlet, Caroline du Sud
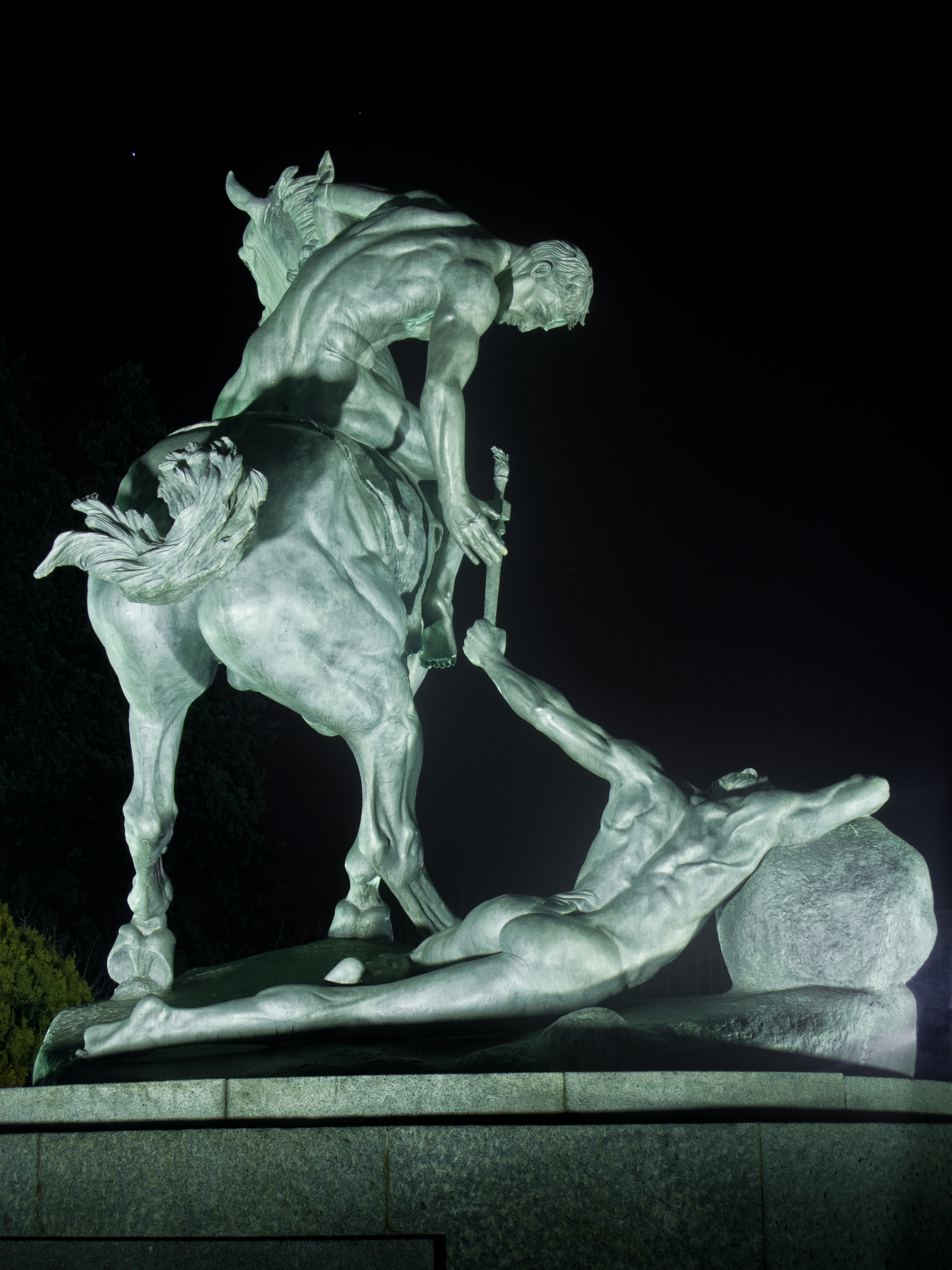
Los Portadores de la Antorcha ("The Torch-bearers"), aluminum, Cité universitaire, Madrid
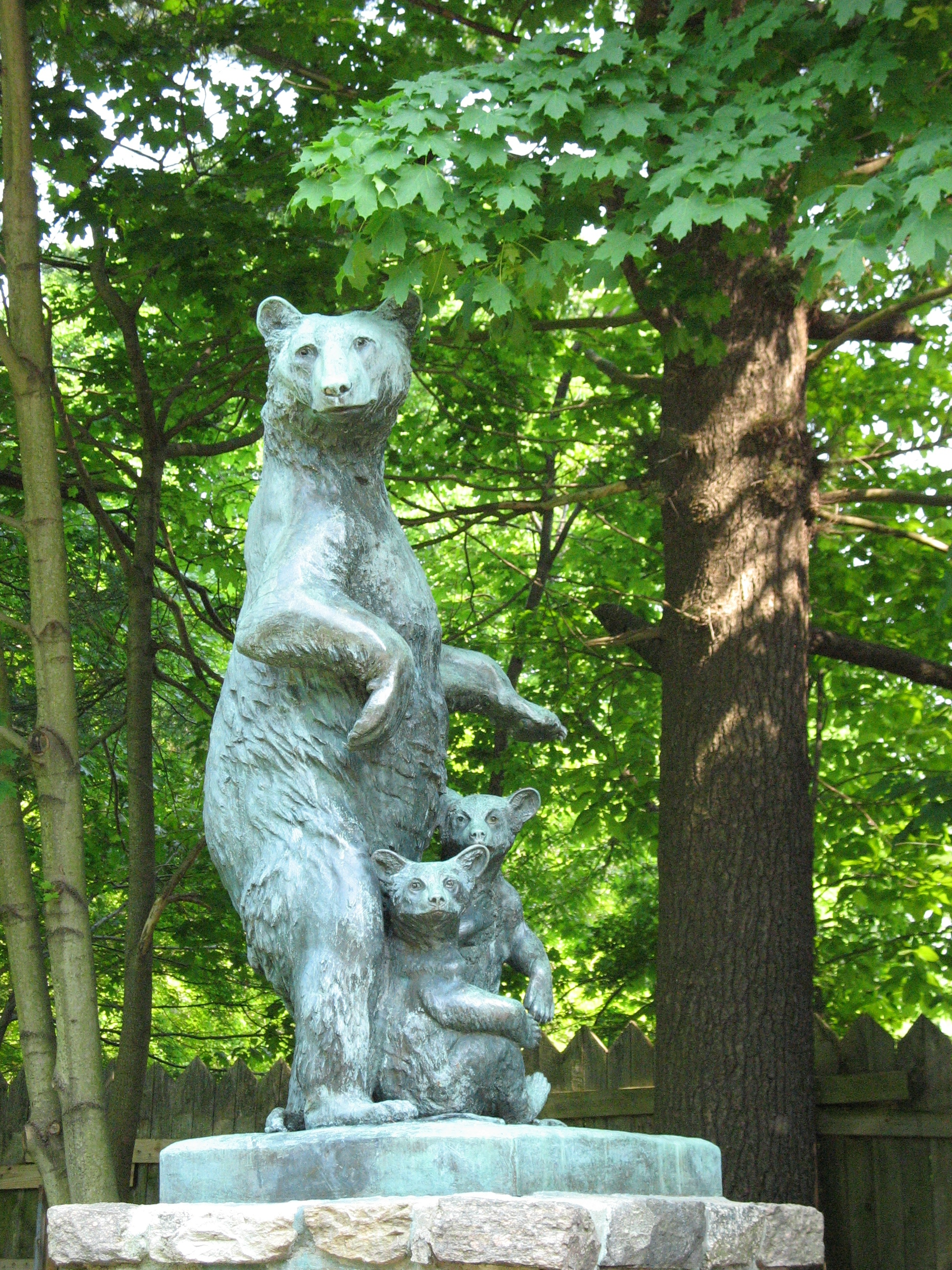
Mother Bear and Cubs (Ourse et ses petits), bronze, entrée du Huntington State Park à Redding (Connecticut)
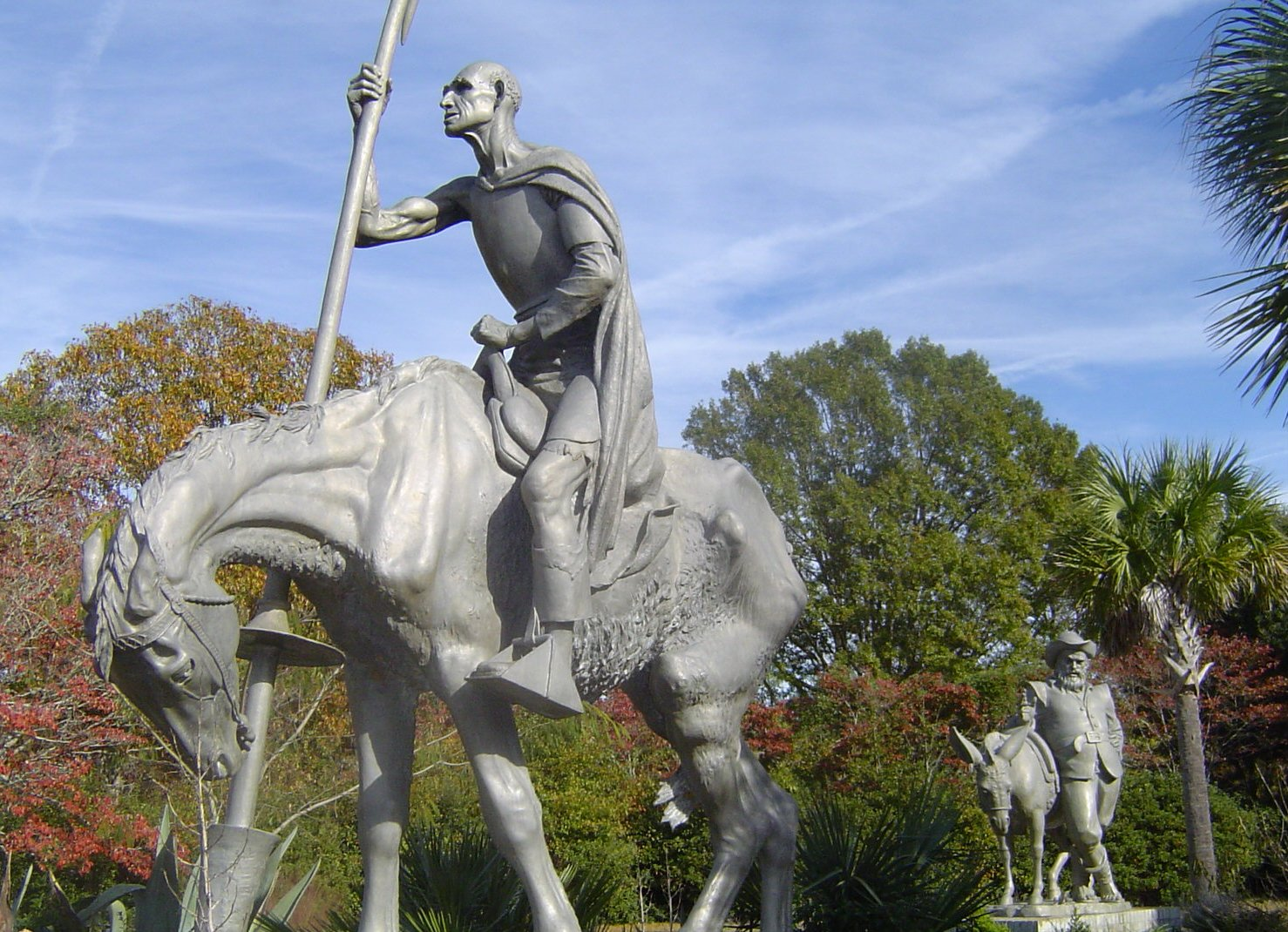
Don Quixote, aluminium (1947), Brookgreen Gardens, Murrells Inlet, Caroline du Sud
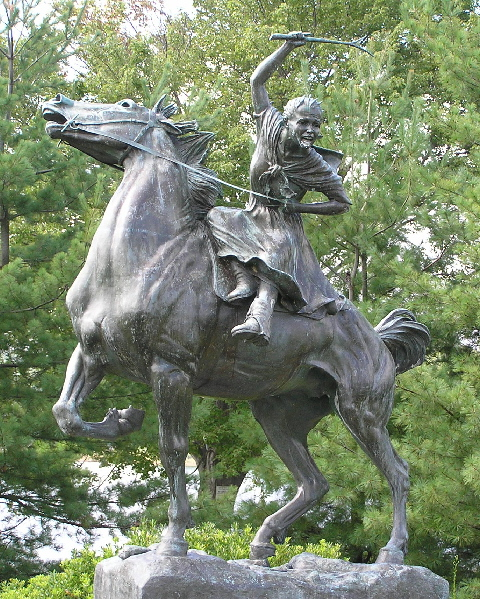
Sybil Ludington, 1961, Lake Carmel, New York
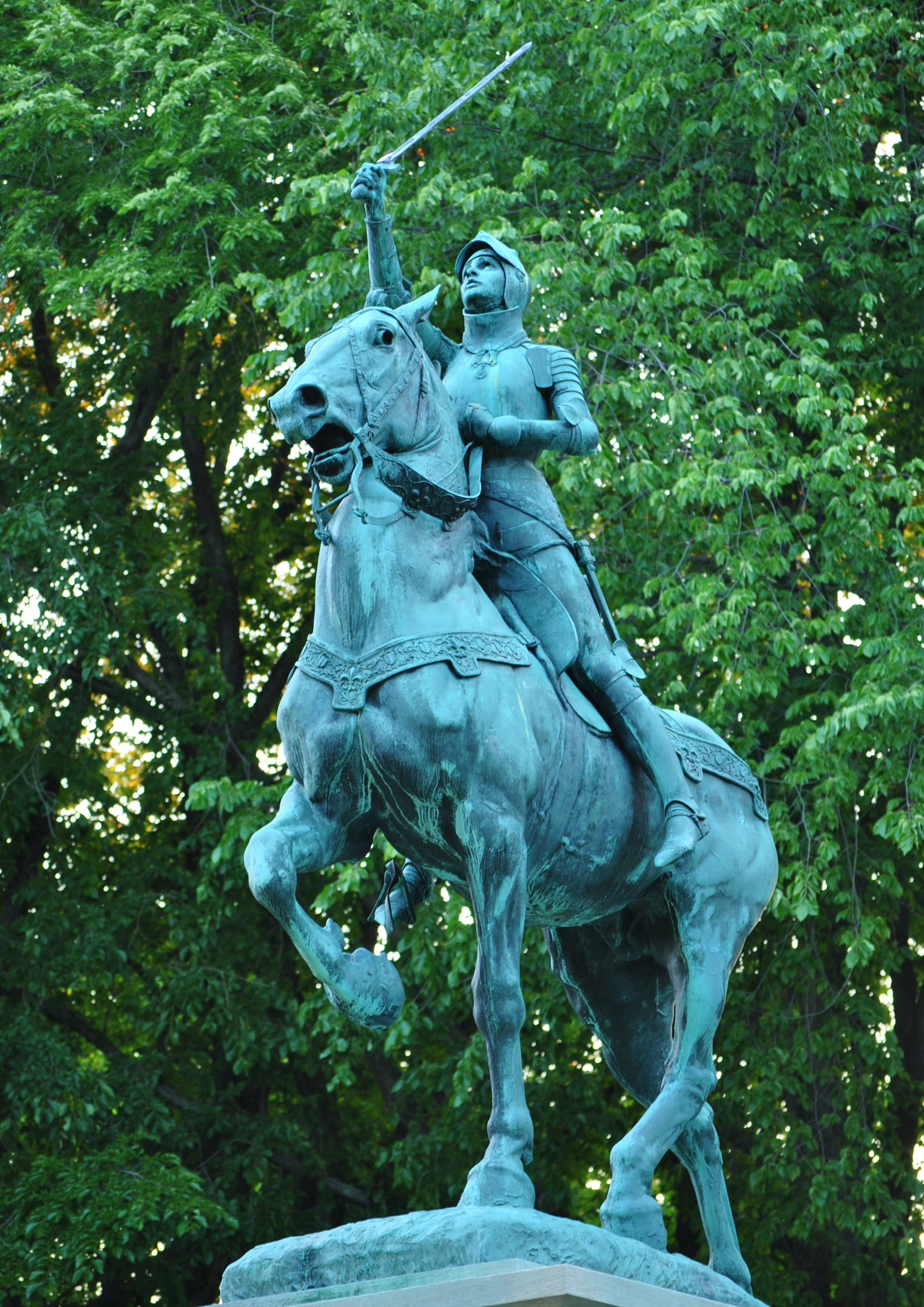
Statue équestre de Jeanne d'Arc, jardin Jeanne-d'Arc à Québec.